# Зеф Коломбі
Зеф Коломбі (алб. Zef Kolombi; нар. 3 березня 1907, Сараєво — пом. 23 січня 1949, Шкодер) — албанський художник, найбільший представник албанської живопису міжвоєнного періоду.
Зеф Коломби народився у Сараєві у родині вихідців з Шкодера. Батько був етнічним албанцем і господарем готелю, мати — словенкою. Після смерті батька у 1910 році вся родина переїхала до Шкодера, де Зеф Коломбі закінчив школу. Потім він деякий час намагався заробити на життя в Італії, потім у Сараєві, після чого повернувся до Шкодера і вирішив вчитися живопису. У 1929 році він знову виїхав до Італії, де закінчив Академію мистецтв у Римі, після цього у 1933 році почав працювати в Ельбасані вчителем малювання. У 1940 році переїхав до Шкодера, де й жив до своєї смерті. У 1936 році одружився; від шлюбу народився один син. Помер у 1949 році від астми і туберкульозу.
Зеф Коломбі є ключовою фігурою Шкодерської школи живопису, провідної в албанському мистецтві першої половини XX століття. Він писав портрети і пейзажі, але особливо знаменитий він за свої натюрморти, в яких освітлення вибрано таким чином, що предметам додана особлива гармонія.